# Abbaye Santa Maria della Vittoria
L'Abbaye Santa Maria della Vittoria est une ancienne abbaye cistercienne, située en Italie, dans la commune de Scurcola Marsicana (Abruzzes, province de L'Aquila).

## Histoire
L'abbaye est fondée en 1268 par Charles Ier de Sicile, roi de Naples, en tant qu'ex-voto pour sa victoire contre Conradin à la bataille de Tagliacozzo. Il s'adresse aux moines de l'abbaye de Louroux, situé dans le Saumurois, en souvenir de ses origines angevines, et parce que les soldats ayant permis la victoire étaient angevins.
L'architecte choisi pour l'édification de l'abbaye est l'angevin Pierre de Chaule,. Le choix du site est probablement dicté par la proximité des carrières de pierre de Carce et de Montesecco,. La construction dure environ quinze ans, et les premiers moines n'arrivent dans leur abbaye qu'en janvier 1278 ; l'église abbatiale est consacrée le 12 mai 1278 mais l'ensemble des bâtiments n'est terminé qu'en 1282. Le chantier est alors très important, notamment entre avril et septembre 1281, employant jusqu'à quatre cent cinquante personnes simultanément.

## L'abbaye
L'église abbatiale était à trois nefs, avec un chœur rectangulaire, selon la tradition architecturale cistercienne